# Lijst van bisschoppen van Oslo
Onderstaand volgt een lijst van bisschoppen van het bisdom Oslo, een Noors rooms-katholiek bisdom.
| Apostolisch prefect van Noorwegen | Apostolisch prefect van Noorwegen    | Apostolisch prefect van Noorwegen                            |
| --------------------------------- | ------------------------------------ | ------------------------------------------------------------ |
| 1869 - 1887                       | Bernard Bernard M.S.                 |                                                              |
| 1887 - 1892                       | Johannes Olaf Fallize                |                                                              |
| Apostolisch vicaris van Noorwegen |                                      |                                                              |
| 1892 - 1922                       | Johannes Olaf Fallize                | In 1922 benoemd tot titulair aartsbisschop van Chalcis       |
| 1922 - 1928                       | Johannes Olav Smit                   |                                                              |
| 1928 - 1930                       | sede vacante                         | 1928 - 1930 Olaf Offerdahl (apostolisch administrator)       |
| 1930 - 1930                       | Olaf Offerdahl                       |                                                              |
| Apostolisch vicaris van Oslo      |                                      |                                                              |
| 1932 - 1953                       | Jacques Mangers S.M.                 |                                                              |
| Bisschop van Oslo                 |                                      |                                                              |
| 1953 - 1964                       | Jacques Mangers S.M.                 | 1962 - 1964 John Willem Nicolaysen Gran O.C.S.O. (coadjutor) |
| 1964 - 1983                       | John Willem Nicolaysen Gran O.C.S.O. | 1981 - 1983 Gerhard Schwenzer SS.CC. (coadjutor)             |
| 1983 - 2005                       | Gerhard Schwenzer SS.CC.             |                                                              |
| 2005 - heden                      | Bernt Ivar Eidsvig C.R.S.A.          |                                                              |